# Pasquale Anselmo
Pasquale Anselmo (Cosenza, 14 aprile 1958) è un attore e doppiatore italiano.

## Biografia
Diplomato all'Accademia d'arte drammatica "Silvio d'Amico", recita sia in teatro che in produzioni cinematografiche e televisive; nel 1995 ha una parte in Vendetta di Mikael Håfström, tratto dall'omonimo romanzo dello scrittore svedese Jan Guillou e, a partire dall'anno successivo, è la voce principale dell'attore Nicolas Cage, che ha doppiato nella maggior parte dei suoi ruoli. Nel 2010 ha ricevuto il premio "Leggio d'oro per la migliore interpretazione maschile" per il doppiaggio di Jeremy Renner in The Hurt Locker. Ha inoltre doppiato Philip Seymour Hoffman, Clark Gregg (agente Phil Coulson) nel Marvel Cinematic Universe, Rupert Graves (ispettore Greg Lestrade) nella serie britannica Sherlock e Bob Odenkirk nel ruolo dell'avvocato Saul Goodman in Better Call Saul (sostituendo Gaetano Varcasia che lo aveva doppiato in Breaking Bad) per il quale ha vinto il premio “miglior doppiatore in una serie TV” al Gran Premio del Doppiaggio. 
Dà voce al personaggio di Leoben Conoy nella serie Battlestar Galactica e a Waylon Smithers a partire dalla 21ª stagione de I Simpson, al posto di Vittorio Amandola. Ha anche interpretato la voce del muratore Luigi delle Bicocche nell'album di Caparezza Le dimensioni del mio caos, udibile nei brani Io diventerò qualcuno e Una grande opera. Doppia Buddy Valastro nel programma culinario Il boss delle torte.

## Filmografia

### Cinema
- La messa è finita, regia di Nanni Moretti (1985)
- Laggiù nella giungla, regia di Stefano Reali (1988)
- Condominio, regia di Felice Farina (1991)
- Crack, regia di Giulio Base (1991)
- Un'altra vita, regia di Carlo Mazzacurati (1992)
- Senza pelle, regia di Alessandro D'Alatri (1994)
- Vendetta, regia di Mikael Håfström (1995)
- Palermo Milano - Solo andata, regia di Claudio Fragasso (1995)
- Facciamo fiesta, regia di Angelo Longoni (1997)
- Le giraffe, regia di Claudio Bonivento (2000)
- La rentrée, regia di Franco Angeli (2001)
- Caterina va in città, regia di Paolo Virzì (2003)
- Diciotto anni dopo, regia di Edoardo Leo (2010)
- A.N.I.M.A., regia di Pino Ammendola (2019)

### Televisione
- L’uomo che parlava ai cavalli, regia di Renato Meloni – miniserie TV (1984)
- Uomo contro uomo, regia di Sergio Sollima – miniserie TV (1989)
- Aquile – serie TV (1990)
- La piovra 5 – serie TV (1990)
- Un bambino in fuga - Tre anni dopo, regia di Mario Caiano – miniserie TV (1991)
- Addio e ritorno, regia di Rodolfo Roberti – film TV (1996)
- Pazza famiglia – serie TV, episodio 2x02 (1996)
- Ci vediamo in tribunale, regia di Domenico Saverni – film TV (1996)
- Linda e il brigadiere – serie TV, episodio 2x02 (1998)
- Squadra mobile scomparsi – serie TV, episodio 1x05 (1999)
- Don Matteo – serie TV, episodio 1x03 (2000)
- L'attentatuni - Il grande attentato, regia di Claudio Bonivento – miniserie TV (2001)
- Sarò il tuo giudice, regia di Gianluigi Calderone – film TV (2001)
- La stagione dei delitti – serie TV, prima stagione (2004)
- Una cosa in mente - San Giuseppe Benedetto Cottolengo, regia di Paolo Damosso – film TV (2004)
- La buona battaglia - Don Pietro Pappagallo, regia di Gianfranco Albano – miniserie TV (2006)
- Provaci ancora prof! – serie TV, episodio 2x05 (2007)
- Era mio fratello, regia di Claudio Bonivento – miniserie TV (2007)
- Liberi di giocare, regia di Francesco Miccichè – film TV (2007)

### Cortometraggi
- Il turista, regia di Domenico Saverni (1985)
- Exit, regia di Pino Quartullo e Stefano Reali (1985)
- Salsa, regia di Danny Cecchini e Franco Bertini (2002)
- Il tema di Jamil, regia di Massimo Wertmüller (2004)
- La donna che adottò suo figlio, regia di Giacomo Faenza (2008)
- L'ultima notte, regia di Fabrizio Nucci e Nicola Rovito (2010)

## Teatro
- Frà Diavolo di Gennaro Aceto, regia di Aldo Trionfo (1980)
- Labirinti scespiriani, da William Shakespeare, regia di Aldo Trionfo e Lorenzo Salveti. Festival Internazionale di Taormina (1981)
- Incantesimi e magie, regia di Aldo Trionfo e Lorenzo Salveti. Festival dei Due Mondi di Spoleto
- L'affare Danton di Stanislawa Przbyzewska, adattamento di Giovanni Pampiglione, regia di Andrzej Wajda. Teatro Stabile del Friuli-Venezia Giulia (1982-1983)
- Bouvard e Pécuchet di Tullio Kezich e Luigi Squarzina da Gustave Flaubert, regia di Giovanni Pampiglione (1982-1983)[2]
- La mandragola di Niccolò Machiavelli, regia di Pino Quartullo (1983)
- Rozzi, intronati, straccioni e ingannati, dalle Commedie del Cinquecento, regia di Pino Quartullo (1985)
- Teatro Grand Guignol, regia di Pino Quartullo (1985)
- Deus ex machina di Woody Allen, regia di Pino Quartullo (1985)
- Tonio Kröger, da Thomas Mann, regia di Luca Di Fulvio[3]
- Fools di Neil Simon, regia di Pino Quartullo (1987)
- L'uomo, la bestia e la virtù di Luigi Pirandello, regia di Edmo Fenoglio. Teatro Ghione di Roma (1988-89)
- Fuori chiave, da Luigi Pirandello, regia di Giuseppe Zampieri (1990)
- I suggeritori di Dino Buzzati, regia di Massimo Luconi. Teatro Vittoria di Roma (1990)
- Botta al cuore, testo e regia di Franco Bertini
- Trompe l’oeil (Cocaina) di Fabio Camilli e Fabio Pagani, regia di Federico Cagnoni
- Cinque, testo e regia di Duccio Camerini
- L'inno dell’ ultimo anno di Giuseppe Manfridi, regia di Maurizio Panici
- Prigionieri di guerra di Joe Ackerley, regia di Luca Zingaretti e Fabio Ferrari
- Panama di Fabio Camilli e Fabio Pagani, regia di Federico Cagnoni
- Solo per amore di Luca Di Fulvio e Chiara Vangelista, regia di Luca Dal Fabbro
- Privacy, testo e regia di Duccio Camerini
- Cose di casa di Paola Tiziana Cruciani, regia di Rodolfo Laganà
- Una serata indimenticabile, testo e regia di Paola Tiziana Cruciani (2001)
- Il malato immaginario di Molière, regia di Rodolfo Laganà

## Radio
- oste di Cahors ne La furia di Eymerich di Valerio Evangelisti, regia di Arturo Villone (Rai Radio 2, 2001)
- Le inchieste del commissario Maigret, regia di Tomaso Sherman (Rai Radio 2, 2002)
- Jean Paul in Mata Hari, regia di Arturo Villone (Rai Radio 2, 2003)
- Stoner in Eva Kant: Quando Diabolik non c'era, regia di Lamberto Lambertini (Rai Radio 2, 2004)
- Barras in Madame Bonaparte, regia di Linda Brunetta (Rai Radio 2, 2005)

## Doppiaggio

### Film
- Nicolas Cage in The Rock, Con Air, Face/Off - Due facce di un assassino, Omicidio in diretta, Al di là della vita, The Family Man, Il mandolino del capitano Corelli, Fuori in 60 secondi, Sonny, Windtalkers, Il genio della truffa, Il mistero dei Templari - National Treasure, Lord of War, The Weather Man - L'uomo delle previsioni, World Trade Center, Il prescelto, Il mistero delle pagine perdute - National Treasure, Next, Segnali dal futuro, Il cattivo tenente - Ultima chiamata New Orleans, Bangkok Dangerous - Il codice dell'assassino, L'apprendista stregone, Drive Angry 3D, L'ultimo dei Templari, Solo per vendetta, Trespass, Ghost Rider - Spirito di vendetta, Stolen, Il cacciatore di donne, Joe, Il nemico invisibile, Left Behind - La profezia, Pay the Ghost - Il male cammina tra noi, Snowden, I corrotti - The Trust, Cane mangia cane, USS Indianapolis, Inconceivable, 211 - Rapina in corso, Mandy, Un conto da regolare, Il colore venuto dallo spazio, Running with the Devil - La legge del cartello, Jiu Jitsu, Pig - Il piano di Rob, Il talento di Mr. C, Butcher's Crossing, The Old Way, Reinfield, Dream Scenario - Hai mai sognato quest'uomo?, Longlegs
- John Turturro in Box of Moonlight, Il giocatore - Rounders, The Man Who Cried - L'uomo che pianse, Il grande Lebowski, La grazia nel cuore, Una spia per caso, The Good Shepherd - L'ombra del potere, Il matrimonio di mia sorella, Disastro a Hollywood, The Ridiculous 6, God's Pocket, Gloria Bell, Jesus Rolls - Quintana è tornato!, Il complotto contro l'America, Scissione, La stanza accanto
- Philip Seymour Hoffman in Twister, Il talento di Mr. Ripley, La doppia vita di Mahowny, Ritorno a Cold Mountain, La famiglia Savage, Il dubbio, Le idi di marzo, Hunger Games - La ragazza di fuoco, Hunger Games - Il canto della rivolta - Parte 1, Hunger Games - Il canto della rivolta - Parte 2
- John Ortiz in Aliens vs. Predator 2, Pride and Glory - Il prezzo dell'onore, Nemico pubblico - Public Enemies, Chi è senza colpa, Peppermint - L'angelo della vendetta, Messiah
- Robert Patrick in Striptease, L'uomo che fissa le capre, Di nuovo in gioco, Io sono tu, Lovelace, Un amore senza fine, Honest Thief
- Jason Statham in The Italian Job, Caos, Rogue - Il solitario, In the Name of the King, La rapina perfetta, Homefront
- David Koechner in Anchorman - La leggenda di Ron Burgundy, Thank You for Smoking, Il peggior allenatore del mondo, Anchorman 2 - Fotti la notizia
- Woody Harrelson in EdTV, North Country - Storia di Josey, Solo: A Star Wars Story, Venom, Zombieland - Doppio colpo, Venom - La furia di Carnage
- Clark Gregg in Iron Man, Iron Man 2, Thor, The Avengers, Un giorno come tanti, Doppia colpa, Captain Marvel, Run Sweetheart Run, Girl Power - La rivoluzione comincia a scuola
- Peter Stormare in Armageddon - Giudizio finale, Lockout, The Last Stand - L'ultima sfida, Until Dawn - Fino all'alba [4]
- Vincent D'Onofrio in Due mariti per un matrimonio, Salton Sea - Incubi e menzogne, In Dubious Battle - Il coraggio degli ultimi
- Cliff Curtis in The Majestic, Training Day, Push, Fast & Furious - Hobbs & Shaw
- Denis O'Hare in La mia vita a Garden State, Changeling, Duplicity
- Bob Odenkirk in Scherzi della natura, Io sono nessuno, Io sono nessuno 2
- Vincent Gallo in Goodbye Lover, Cannibal Love - Mangiata viva, Segreti di famiglia
- Callum Keith Rennie in eXistenZ, Case 39, Cinquanta sfumature di grigio
- Robert Carlyle in Trainspotting, C'era una volta in Inghilterra, T2 Trainspotting
- Matt Schulze in The Transporter, Torque - Circuiti di fuoco, Ingannevole è il cuore più di ogni cosa
- Sergi López in Piccoli affari sporchi, Ricky - Una storia d'amore e libertà, L'amante inglese
- Jean-Pierre Darroussin in À l'attaque!, La ville est tranquille, L'immortale, La gazza ladra
- Liam Cunningham in Prison Escape, La mummia - La tomba dell'Imperatore Dragone
- Oded Fehr in Resident Evil: Apocalypse, Resident Evil: Extinction, Resident Evil: Retribution
- Michael Shannon in Kangaroo Jack - Prendi i soldi e salta, L'uomo d'acciaio, The Flash
- Danny Trejo in Dal tramonto all'alba 2 - Texas, sangue e denaro, Dal tramonto all'alba 3 - La figlia del boia
- Tim Roth in Animals, Hoodlum
- Tom Sizemore in Big Trouble - Una valigia piena di guai, The Silent Man
- Guillermo Toledo in L'altro lato del letto, Gli amanti passeggeri
- Rubén Blades in C'era una volta in Messico, The Counselor - Il procuratore
- Mark Ruffalo in In the Cut, I giochi dei grandi
- John Carroll Lynch in Tre ragazzi per un bottino, Una ragazza a Las Vegas
- Roschdy Zem in 36 Quai des Orfèvres, Point Blank
- Max Martini in Pacific Rim, Sabotage
- Michael Rispoli in Mr. 3000, The Rum Diary - Cronache di una passione
- Treat Williams in Cosa fare a Denver quando sei morto, Urlo
- Kim Bodnia ne Il guardiano di notte, La ragazza del mare
- John C. Reilly in Ma capita tutto a me?, Anniversary Party
- Rufus Sewell in Hamlet, La leggenda del cacciatore di vampiri
- Matt Craven in The Life of David Gale, In ostaggio
- Hank Azaria in Piume di struzzo, L'inventore di favole
- Keith Allen in Captives - Prigionieri, Piccoli omicidi tra amici
- Nick Chinlund in Mr. Magoo, The Legend of Zorro
- Anthony Wong Chau-sang in Il velo dipinto, Exiled
- Shea Whigham in First Man - Il primo uomo, Joker
- John Lynch in Angel Baby, Best
- Benoît Poelvoorde in Asterix alle Olimpiadi, Coco avant Chanel - L'amore prima del mito
- Rune Temte in Un bambino chiamato Natale, Blasted - In due contro gli alieni
- Frédéric Pierrot in Ti amerò sempre, La chiave di Sara
- Zinedine Soualem in Ognuno cerca il suo gatto, Autoreverse
- Kad Merad in We were young - Destinazione paradiso, Luna di miele con mamma
- Tyrese Gibson in Four Brothers - Quattro fratelli
- Jason Flemyng in Scontro tra titani
- Dwayne Johnson in Pain & Gain - Muscoli e denaro
- Chris Diamantopoulos in I tre marmittoni
- Matthew Broderick in Conta su di me
- Ray McKinnon in La memoria dell'assassino
- Dermot Mulroney in Qualcosa di straordinario
- Patrick Gallagher in Una notte al museo 2 - La fuga, Notte al museo - Il segreto del faraone
- Anthony LaPaglia in Autumn in New York
- Phil Zimmerman in Dumbo
- Scott Cohen in L'amore e altri luoghi impossibili
- Vin Diesel in Salvate il soldato Ryan
- Thomas Kretschmann in U-571
- Daniel Stern in The Next Three Days
- David Thewlis in Basic Instinct 2
- Randy Brooks in Le iene
- Jason Isaacs in Dragonheart
- Jeremy Renner in The Hurt Locker
- Tupac Shakur in Above the Rim, Gridlock'd - Istinti criminali
- Rick Aiello in The Don's Analyst
- David Wenham in 300 - L'alba di un impero
- Danny Hoch in I padroni della notte
- Maz Jobrani in The Interpreter
- Max Ryan in Death Race
- Tomas Arana in Il gladiatore
- Fat Joe in Scary Movie 3 - Una risata vi seppellirà
- Brian Haley in Baby Birba - Un giorno in libertà
- Dwayne L. Barnes in Identikit di un delitto
- DeRay Davis in Scary Movie 4
- Joe Pesci in C'era una volta in America (ed. 2003)
- Peter Greene in The Mask
- Tim Potter in Neverland - Un sogno per la vita
- Tim Dutton in The Bourne Identity
- Frank Harper in Sognando Beckham
- Kevin McNally in Scoop
- Jeremy Sisto in Thirteen - 13 anni
- Richard Brake in Batman Begins
- Demián Bichir in Nessuna notizia da Dio
- Lee Tergesen in The Forgotten
- Anil Kapoor in The Millionaire
- Diedrich Bader in The Country Bears - I favolorsi
- Michael Massee in Strade perdute
- Tobin Bell in Malice - Il sospetto
- Philip Suriano in Casinò
- Paul Calderón in The Sentinel - Il traditore al tuo fianco
- Samuel L. Jackson in Fluke
- Lachy Hulme in Killer Elite
- David Noreña in Pimpinero - Morte e contrabbando
- Adam LeFevre in Margaret
- Nagarjuna Akkineni in Manam
- Pêpê Rapazote in Operation Finale
- Özgür Ozan in Tattiche d'amore
- Paul Rodriguez in Clifford - Il grande cane rosso
- Eric Bogosian in Reptile
- Adrian Rawlins in One Life
- John Fiore in The Collective
- John Hannah in This Time Next Year - Cosa fai a Capodanno?
- Olivier Martinez in Tigri e iene
- Omar Sy in Transformers - L'ultimo cavaliere
- James Russo in Horizon: An American Saga - Capitolo 1

### Film d'animazione
- Pepe ne I Muppet e il mago di Oz, A Muppets Christmas: Letters To Santa, I Muppet, Muppets 2 - Ricercati, Muppets Haunted Mansion - La casa stregata
- Rico in Madagascar, Madagascar 2, Madagascar 3 - Ricercati in Europa
- Il Joker in Batman Unlimited: L'alleanza dei mostri, Batman: Hush, Batman vs. Teenage Mutant Ninja Turtles, Injustice
- Vinny Santorini in Atlantis - L'impero perduto e Atlantis - Il ritorno di Milo
- Boss Skua in Happy Feet, Happy Feet 2
- Liliss in Winx Club - Il segreto del regno perduto, Winx Club 3D - Magica avventura
- Ichy in Alla ricerca della Valle Incantata 4 - La terra delle nebbie
- Gatto randagio in Tom & Jerry e l'anello incantato
- Randa in Alla ricerca di Nemo
- Bernie Kropp in Gli Incredibili - Una "normale" famiglia di supereroi
- Matau in Bionicle 2 - Le leggende di Metru Nui
- Beccotosto in Striscia, una zebra alla riscossa
- Oscar Proud ne La famiglia Proud - Il film
- Carmine in Uno zoo in fuga
- Mucca Igg in Barnyard - Il cortile
- Tremolino in Cenerentola e gli 007 nani
- Sancio Panza in Donkey Xote
- Shmuel Frenkel in Valzer con Bashir
- Tenma in Astro Boy
- Big D in Sammy 2 - La grande fuga
- Tebaldo in Gnomeo e Giulietta
- Moreno in Le avventure di Zarafa - Giraffa giramondo
- Sorbet in Dragon Ball Z - La resurrezione di 'F'
- Rudder in Alla ricerca di Dory
- Lavanda in Sausage Party - Vita segreta di una salsiccia
- Peter Parker / Spider-Man Noir in Spider-Man - Un nuovo universo
- Ginger in Dragon Ball Z - La vendetta divina
- Goering in Lupin III - All'inseguimento del tesoro di Harimao
- Owen Gerrison in Scooby-Doo e la maschera di Blue Falcon
- Burt in Scooby-Doo! Paura al campo estivo
- Phosfo in Mune - Il guardiano della luna
- Superman in Teen Titans Go! - Il film
- Jet in Trash - La leggenda della piramide magica
- Seán Óg in Wolfwalkers - Il popolo dei lupi
- Butch in Tom & Jerry
- Don Avvoltoio ne A spasso col panda - Missione bebè
- Dottore in Pinocchio di Guillermo del Toro
- Ice in IF - Gli amici immaginari
- Obasi in Mufasa - Il re leone
- Sunny in Toys - Giocattoli alla riscossa
- Signor Peanut in The Electric State

### Serie televisive
- Clark Gregg in Agents of S.H.I.E.L.D., How I Met Your Father, Florida Man, Zero Day
- Michael Chiklis in The Shield, Vegas
- Jason Lee in My Name Is Earl, Memphis Beat
- Jerome Flynn ne Il Trono di Spade, Ripper Street
- Mark Addy in Still Standing, Atlantis
- Clifton Collins Jr. in Alias, Red Widow
- Jeff Garlin in Curb Your Enthusiasm, The Goldbergs
- Anthony Denison in The Closer, Major Crimes
- Cliff Curtis in Trauma, Kaos
- John Turturro in The Night Of - Cos'è successo quella notte?, Scissione
- Shea Whigham in Vice Principals, Waco
- Abraham Benrubi e James Belushi in E.R. - Medici in prima linea
- Adam Minarovich e John Carroll Lynch in The Walking Dead
- Anil Kapoor e Arnold Vosloo in 24
- David Threlfall in Shameless
- Enrique San Francisco in Paso adelante
- Rupert Graves in Sherlock
- John McEnroe in Non ho mai...
- Liam Cunningham in Philip K. Dick's Electric Dreams
- Shaun Toub in Snowpiercer
- Ray McKinnon in Fear the Walking Dead
- Michael Gaston in Designated Survivor
- Chi McBride in Hawaii Five-0
- Bob Odenkirk in Better Call Saul
- Viktor Petrovyč Brjuchanov in Chernobyl
- Giancarlo Esposito in Revolution
- Brandon J. Dirden in The Americans
- Greg Grunberg in Heroes[5]
- Kevin Chapman in Person of Interest
- Max Martini in Crisis
- Jeff Fahey in Lost
- Jeremy Ratchford in Cold Case - Delitti irrisolti
- Louis C.K. in Louie
- Manu Bennett in Arrow
- Tommy Flanagan in Sons of Anarchy, Lie to Me, Revenge, Castello di sabbia, Mayans M.C.
- Carlos Gómez in The Glades
- Adam Beach in Law & Order - Unità vittime speciali
- Matt Servitto in Banshee - La città del male
- Ed Helms in The Office
- Kevin Nealon in Weeds
- John Corbett in Sex and the City
- José Zúñiga in Snowfall
- Tom Hardy in Taboo
- Vince Colosimo in Spartacus - La guerra dei dannati
- Brian Posehn in The Big Bang Theory
- Stephen Tobolowsky in Silicon Valley
- Ian Tracey in Sanctuary
- Michael Kalleher in Criminal Minds
- David Caruso in CSI - Scena del crimine
- Michael Massee in Rizzoli & Isles
- Jeremy Crutchley in Black Sails
- Patrick St. Esprit in Narcos
- Stuart Bowman in Versailles
- Sean Pertwee in Elementary
- Colman Domingo in Lucifer
- David Costabile in Lie to me
- John Ortiz in Messiah
- Engin Benli in Yaratilan - La creatura
- Peter Benedict in Dark
- Peter Stormare in LA to Vegas
- Mitch Pileggi in Walker
- Franky G in Jonny Zero
- Michael Rapaport in Only Murders in the Building
- Ennis Esmer in The Flash
- Stephen Graham in Peaky Blinders
- Michael Rispoli in The Deuce - La via del porno
- Richard Kind in East New York
- Peter Onorati in Ghost Whisperer - Presenze
- Craig Fairbrass in One Piece
- Glenn Fleshler in Fallout
- Kim Bodnia in The Bridge - La serie originale
- Jairo Camargo in Cent’anni di solitudine

### Cartoni animati
- Vinny Santorini in Team Atlantis
- Cad Bane in Star Wars: The Clone Wars, Star Wars: The Bad Batch
- Hondo Ohnaka in Star Wars: The Clone Wars, Star Wars Rebels
- Elias Brandyworth in Invincible
- Oscar Proud ne La famiglia Proud e La famiglia Proud: più forte e orgogliosa
- Joker in Justice League Action, Scooby-Doo and Guess Who?
- Timothy Lovejoy (2ª voce, st. 5-6) e Waylon Smithers (st. 21+, 3ª voce) ne I Simpson
- Pepe in I Muppet, Ecco i Muppet
- Amon ne La leggenda di Korra
- Bobby in Animaniacs
- Waylon Jeepers in Freakazoid!
- Rico ne I pinguini di Madagascar
- Orso in Adrian
- Isaac Netero in Hunter × Hunter
- Gorman in UFO Robot Goldrake
- Red Alert in Transformers: Armada
- Fratello di Eddy in Ed, Edd & Eddy: Il grande film
- Blue Falcon (1 episodio) in Scooby-Doo! Mystery Incorporated
- Agente URL (st. 6-7) in Futurama
- Ray Dark in Inazuma Eleven
- Vinny (1ª voce) ne I Griffin (ep. 12.6-8)
- Sid Butane in Crash Canyon
- Kirby O'Neal in Teenage Mutant Ninja Turtles - Tartarughe Ninja
- Sindaco Mellow in Grojband
- Kehaar ne La collina dei conigli
- Skeletor in Masters of the Universe: Revelation
- Capitano Grime (st. 2+) in Anfibia
- Capitano Lucanero ne  I Lunnis
- Harmony in Dead End: Paranormal Park
- La Capra in Prosciutto e uova verdi
- Chef Pischetti (3ª voce) in Curioso come George
- Trevor in Pets
- Corman e Fantasma Sushi in New Panty & Stocking with Garterbelt

### Spettacoli televisivi
- Buddy Valastro ne Il boss delle torte

### Videogiochi
- Randa in Alla ricerca di Nemo[6]
- Zoc in Ant Bully - Una vita da formica[7]
- Vinny Santorini in Atlantis: L'impero perduto[8]
- Joker in DC Universe Online[9]
- Phil Coulson in LEGO Marvel's Avengers

### Musica
- Luigi Delle Bicocche in Le dimensioni del mio caos